# Championnats d'Europe de course en ligne de canoë-kayak 2017
Navigation
Moscou 2016 Belgrade 2018
Les championnats d'Europe de course en ligne de canoë-kayak de 2017 sont la 29e édition de cette compétition organisée par l'Association européenne de canoë, voyant s'affronter les meilleurs pratiquants masculins et féminins de course en ligne en canoë-kayak du continent européen.
Cette édition se déroule à Plovdiv (Bulgarie) du 14 au 16 juillet 2017.
La Hongrie est la nation la plus titrée et la plus médaillée avec 15 médailles dont 10 en or.

## Résultats

### Hommes
| Épreuves   | Or                                                                    | Or              | Argent                                                                    | Argent          | Bronze                                                                          | Bronze                        |
| ---------- | --------------------------------------------------------------------- | --------------- | ------------------------------------------------------------------------- | --------------- | ------------------------------------------------------------------------------- | ----------------------------- |
| C-1 200 m  | Henrikas Žustautas (LTU)                                              | 38 s 112        | Alexey Korovashkov (RUS)                                                  | 38 s 157        | Zaza Nadiradze (GEO)                                                            | 38 s 342                      |
| C-1 500 m  | Martin Fuksa (CZE)                                                    | 1 min 44 s 884  | Oleg Tarnovschi (MDA)                                                     | 1 min 46 s 792  | Tomasz Kaczor (POL)                                                             | 1 min 47 s 148                |
| C-1 1000 m | Sebastian Brendel (GER)                                               | 3 min 51 s 671  | Martin Fuksa (CZE)                                                        | 3 min 53 s 667  | Kiril Shamshurin (RUS)                                                          | 3 min 55 s 171                |
| C-1 5000 m | Sebastian Brendel (GER)                                               | 21 min 45 s 710 | David Varga (HUN)                                                         | 21 min 49 s 320 | Mateusz Kamiński (POL)                                                          | 22 min 16 s 99                |
| C-2 200 m  | Russie Aleksandr Kovalenko Ivan Shtyl                                 | 35 s 627        | Biélorussie Andrei Bahdanovich Dzianis Makhlat                            | 36 s 137        | Hongrie Jonatán Hajdu Ádám Fekete                                               | 36 s 330                      |
| C-2 500 m  | Russie Viktor Melantyev Ivan Shtyl                                    | 1 min 36 s 264  | Roumanie Leonid Carp Victor Mihalachi                                     | 1 min 37 s 368  | Ukraine Dmytro Ianchuk Taras Mishchuk                                           | 1 min 38 s 956                |
| C-2 1000 m | Allemagne Yul Oeltze Peter Kretschmer                                 | 3 min 36 s 232  | Russie Viktor Melantyev Vladislav Chebotar                                | 3 min 37 s 300  | Italie Nicolae Craciun Sergiu Craciun                                           | 3 min 38 s 312                |
| C-4 1000 m | Pologne Wiktor Glazunov Piotr Kuleta Tomasz Barniak Marcin Grzybowski | 3 min 20 s 536  | Allemagne Conrad Scheibner Sebastian Brendel Stefan Kiraj Jan Vandrey     | 3 min 21 s 848  | Russie Kirill Shamshurin Ilia Shtokalov Rasul Ishmukhamedov Ilya Pervukhin      | 3 min 21 s 904                |
| K-1 200 m, | Liam Heath (GBR)                                                      | 33 s 380        | Marko Dragosavljević (SRB)                                                | 33 s 947        | Carlos Garrote (ESP) Maxime Beaumont (FRA)                                      | 34 s 057                      |
| K-1 500 m  | Jakub Zavrel (CZE)                                                    | 1 min 35 s 156  | Mikita Borykau (BLR)                                                      | 1 min 35 s 252  | Bálint Kopasz (HUN) René Poulsen (DEN)                                          | 1 min 35 s 43201 min 35 s 432 |
| K-1 1000 m | Fernando Pimenta (POR)                                                | 3 min 29 s 032  | René Poulsen (DEN)                                                        | 3 min 30 s 112  | Bálint Kopasz (HUN)                                                             | 3 min 30 s 336                |
| K-1 5000 m | Max Hoff (GER)                                                        | 19 min 21 s 220 | Fernando Pimenta (POR)                                                    | 19 min 22 s 640 | Eivind Vold (NOR)                                                               | 19 min 29 s 540               |
| K-2 200 m  | Hongrie Márk Balaska Balázs Birkás                                    | 30 s 740        | Russie Kirill Lyapunov Aleksandr Dyachenko                                | 31 s 200        | Allemagne Ronald Rauhe Max Lemke                                                | 31 s 365                      |
| K-2 500 m  | Hongrie Bence Nádas Sándor Tótka                                      | 1 min 26 s 500  | Serbie Dejan Pajić Ervin Holpert                                          | 1 min 27 s 616  | Ukraine Ivan Semykin Igor Trunov                                                | 1 min 28 s 004                |
| K-2 1000 m | Allemagne Max Hoff Marcus Gross                                       | 3 min 12 s 724  | Serbie Marko Tomićević Milenko Zorić                                      | 3 min 13 s 780  | Espagne Francisco Cubelos Iñigo Pena                                            | 3 min 14 s 056                |
| K-4 500 m  | Hongrie Bence Nádas Péter Molnár Sándor Tótka Milán Mozgi             | 1 min 18 s 556  | Slovaquie Denis Mysak Juraj Tarr Tibor Linka Erik Vlček                   | 1 min 18 s 640  | Biélorussie Raman Piatrushenka Mikita Borykau Dzmitry Tratsiakou Vitaliy Bialko | 1 min 19 s 112                |
| K-4 1000 m | Espagne Francisco Cubelos Javier Cabañín Marcus Walz Iñigo Pena       | 2 min 54 s 374  | Pologne Marcin Brzeziński Rafał Rosolski Bartosz Stabno Norbert Kuczyński | 2 min 54 s 658  | Slovaquie Denis Mysak Juraj Tarr Tibor Linka Erik Vlček                         | 2 min 54 s 666                |

### Femmes
| Épreuves   | Or                                                          | Or              | Argent                                                                              | Argent          | Bronze                                                                   | Bronze          |
| ---------- | ----------------------------------------------------------- | --------------- | ----------------------------------------------------------------------------------- | --------------- | ------------------------------------------------------------------------ | --------------- |
| C-1 200 m  | Olesia Romasenko (RUS)                                      | 45 s 804        | Kincső Takács (HUN)                                                                 | 46 s 416        | Alena Nazdrova (BLR)                                                     | 47 s 080        |
| C-2 500 m  | Hongrie Virág Balla Kincső Takács                           | 2 min 00 s 224  | Biélorussie Alena Nazdrova Kamila Bobr                                              | 2 min 01 s 364  | Russie Irina Andreeva Olesia Romasenko                                   | 2 min 03 s 928  |
| K-1 200 m  | Dóra Lucz (HUN)                                             | 39 s 317        | Emma Jørgensen (DEN)                                                                | 39 s 357        | Špela Ponomarenko (SVN)                                                  | 39 s 697        |
| K-1 500 m  | Tamara Takács (HUN)                                         | 1 min 47 s 264  | Volha Khudzenka (BLR)                                                               | 1 min 47 s 844  | Elena Anyshina (RUS)                                                     | 1 min 47 s 908  |
| K-1 1000 m | Dóra Bodonyi (HUN)                                          | 3 min 57 s 984  | Beata Mikołajczyk (POL)                                                             | 3 min 59 s 744  | Rachel Cawthorn (GBR)                                                    | 4 min 00 s 264  |
| K-1 5000 m | Dóra Bodonyi (HUN)                                          | 21 min 40 s 570 | Eva Barrios (ESP)                                                                   | 21 min 41 s 110 | Tabea Medert (GER)                                                       | 21 min 41 s 230 |
| K-2 200 m  | Ukraine Mariia Kichasova Anastasiya Horlova                 | 36 s 527        | Portugal Joana Vasconcelos Francisca Laia                                           | 36 s 777        | Pologne Dominika Włodarczyk Katarzyna Kołodziejczyk                      | 37 s 117        |
| K-2 500 m  | Allemagne Franziska Weber Tina Dietze                       | 1 min 38 s 604  | Slovénie Špela Ponomarenko Anja Osterman                                            | 1 min 38 s 996  | Pologne Beata Mikołajczyk Anna Puławska                                  | 1 min 40 s 632  |
| K-2 1000 m | Hongrie Réka Hagymási Ramóna Farkasdi                       | 3 min 43 s 048  | Pologne Karolina Markiewicz Julia Lis                                               | 3 min 44 s 888  | Allemagne Tabea Medert Melanie Gebhardt                                  | 3 min 45 s 652  |
| K-4 500 m  | Hongrie Dóra Lucz Tamara Takács Erika Medveczky Ninetta Vad | 1 min 30 s 724  | Pologne Dominika Włodarczyk Beata Mikołajczyk Anna Puławska Katarzyna Kołodziejczyk | 1 min 31 s 596  | Ukraine Mariia Kichasova Anastasiia Todorova Mariya Povkh Inna Hryshchun | 1 min 31 s 624  |

## Tableau des médailles
| Rang  | Nation          | Or | Argent | Bronze | Total |
| ----- | --------------- | -- | ------ | ------ | ----- |
| 1     | Hongrie         | 10 | 2      | 3      | 15    |
| 2     | Allemagne       | 6  | 1      | 3      | 10    |
| 3     | Russie          | 3  | 3      | 4      | 10    |
| 4     | Tchéquie        | 2  | 1      | 0      | 3     |
| 5     | Pologne         | 1  | 4      | 4      | 9     |
| 6     | Portugal        | 1  | 2      | 0      | 3     |
| 7     | Espagne         | 1  | 1      | 2      | 4     |
| 8     | Ukraine         | 1  | 0      | 3      | 4     |
| 9     | Grande-Bretagne | 1  | 0      | 1      | 2     |
| 10    | Lituanie        | 1  | 0      | 0      | 1     |
| 11    | Biélorussie     | 0  | 4      | 2      | 6     |
| 12    | Serbie          | 0  | 3      | 0      | 3     |
| 13    | Danemark        | 0  | 2      | 1      | 3     |
| 14    | Slovaquie       | 0  | 1      | 1      | 2     |
| 14    | Slovénie        | 0  | 1      | 1      | 2     |
| 16    | Moldavie        | 0  | 1      | 0      | 1     |
| 16    | Roumanie        | 0  | 1      | 0      | 1     |
| 18    | France          | 0  | 0      | 1      | 1     |
| 18    | Géorgie         | 0  | 0      | 1      | 1     |
| 18    | Italie          | 0  | 0      | 1      | 1     |
| 18    | Norvège         | 0  | 0      | 1      | 1     |
| Total | Total           | 27 | 27     | 29     | 83    |